# Henry Steel Olcott
Dieser Artikel wurde in der Qualitätssicherung Religion eingetragen. Hilf mit, die inhaltlichen Mängel dieses Artikels zu beseitigen, und beteilige dich an der Diskussion.

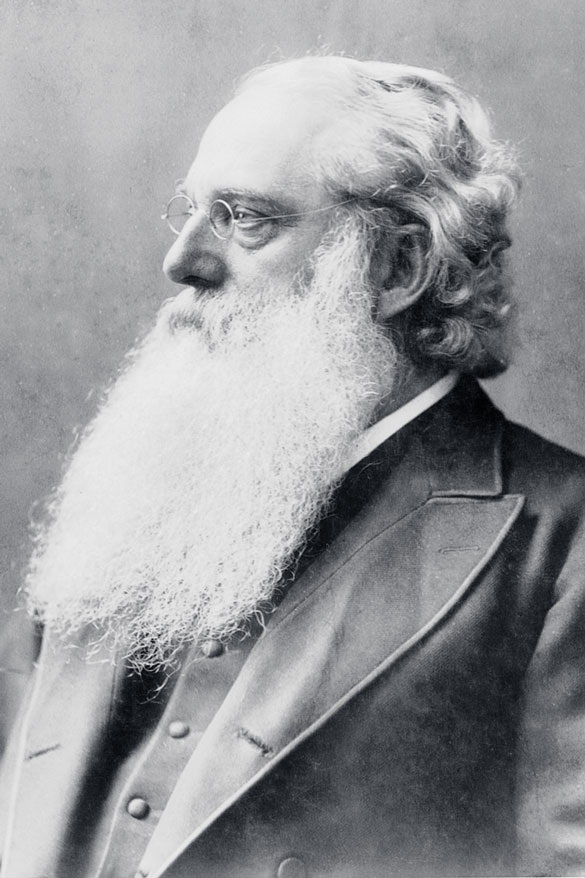
Henry Steel Olcott

Henry Steel Olcott ['ɔlkət] (* 2. August 1832 in Orange (New Jersey), USA; † 17. Februar 1907 in Adyar (Madras), Indien) war ein US-amerikanischer Theosoph, einer der Gründer und erster Präsident der Theosophischen Gesellschaft. Später konvertierte er zum Buddhismus. Aufgrund eines im Sezessionskrieg erworbenen militärischen Ranges wurde er häufig nur Oberst (Colonel) Olcott genannt.

## Leben und Wirken

### Kindheit und Jugend
Olcott wuchs als ältestes von sechs Kindern einer wohlhabenden puritanischen Familie auf. Nach der Grundschule besuchte er ab 1850 das College an der Columbia University in New York. Bereits ein Jahr später, 1851, machte jedoch sein Vater Bankrott und so musste er wegen Geldmangel sein Studium aufgeben. Die nächsten zwei Jahre arbeitete er in der Nähe seiner Onkel, auf einer Farm in Ohio, in der Landwirtschaft. Die Onkel weckten Olcotts Interesse am Okkultismus und meinten sogar, Olcott selbst hätte in dieser Richtung Fähigkeiten. Zunächst jedoch hatte ihn der Reiz der Landwirtschaft gepackt, und, nachdem er genügend Geld beisammenhatte, ging er 1853 wieder nach New York, diesmal um Agrarwissenschaft zu studieren.

### Als Fachmann in der Landwirtschaft
Schon 1855 erregte Olcott durch seine Arbeiten über eine wissenschaftlich geführte Musterfarm in Newark Aufmerksamkeit. Daraufhin erhielt er aus Griechenland den Ruf auf den Lehrstuhl für Landwirtschaft an der Universität von Athen, er lehnte jedoch ab. Nach seinem Studium wurde er Mitbegründer der Westchester Farm School, der ersten wissenschaftlichen Landwirtschaftsschule, in Mount Vernon, welche schon bald als fortschrittlichstes Institut über die Grenzen der USA hinaus bekannt wurde. Als Spezialist für Sorghum-Anbau, machte 1857 sein Werk Sorgho and Imphee weltweite Schlagzeilen und brachte ihm unter anderem Angebote aus Südafrika und vom Landwirtschaftsministerium, die er jedoch ebenfalls ablehnte. 1858, nach einer landwirtschaftlichen Forschungsreise durch Europa, wurde er US-Korrespondent der Londoner Zeitung Mark Lane Express und Redakteur bei der
New York Tribune, im Bereich Landwirtschaft. Diese Tätigkeiten übte Olcott bis 1860 aus, daneben schrieb er auch, meist landwirtschaftliche, Artikel für eine Reihe anderer Zeitungen.

### Ehe und Kinder
1860 (oder 1868?) heiratete er Mary Epplee Morgan, die Tochter eines Episcopal-Pfarrers aus New Rochelle. Aus der Ehe gingen vier Kinder hervor, die jedoch sämtlich bald starben, zwei bereits bei der Geburt, das dritte nach vier Monaten und das vierte mit zwei Jahren. Besonders der Tod seines vierten Kindes traf Olcott hart und brachte ihn ins Straucheln, häufige Besuche in zwielichtigen Clubs und Alkoholkonsum waren die Folge. Helena Blavatsky soll, als sie Olcott kennenlernte, recht derb über ihn gesagt haben: a gay dog (= ein sorgloser Hund). Die Ehe wurde 1874 geschieden und er heiratete kein zweites Mal.

### Im Krieg
Mit Ausbruch des Sezessionskrieges 1861, meldete sich Olcott sofort als Freiwilliger auf Seiten der Nordstaaten. Dem signal corps (= Nachrichtenabteilung) zugeteilt, nahm er an einigen Gefechten unter dem Kommando von Ambrose E. Burnside teil. Im Mai 1862 erkrankte er an der Ruhr und kam nach New York ins Lazarett. Nach seiner Gesundung wurde er als Special Commissioner (= Sonderbevollmächtigter) ins Kriegsministerium nach Washington, D.C., mit der Aufgabe Bestechung und Korruption zu bekämpfen, gerufen. Seine Arbeit war so erfolgreich, dass er zum Colonel (= Oberst) befördert wurde und er dieselbe Tätigkeit dann auch auf Wunsch der Marine beim Flottenkommando ausübte. Nach Kriegsende 1865, wurde Olcott Mitglied des dreiköpfigen Untersuchungsausschusses, der den Mord an Präsident Abraham Lincoln zu untersuchen hatte.

### Als Rechtsanwalt
Olcott kehrte nicht mehr zu seiner früheren Tätigkeit im Bereich Landwirtschaft zurück, sondern begann noch im Jahr 1865 in New York Jura zu studieren. Nach Abschluss dieses Studiums 1868 wurde er in New York als Anwalt zugelassen. Olcott war auf Wirtschaftsrecht spezialisiert und gehörte zu den Anwälten, die sich mit der Untersuchung des Attentats auf Abraham Lincoln beschäftigten. Schon bald unterhielt er eine blühende Kanzlei. Zu seiner Klientel gehörten die Stadt New York, die New Yorker Börse, Versicherungsgesellschaften, Banken und Eisenbahnunternehmen.
Daneben arbeitete er in mehreren Regierungsausschüssen an der Formulierung neuer und der Vereinfachung bestehender US-Gesetze mit. Seine Tätigkeit als Rechtsanwalt übte er bis zum Verlassen der USA, Ende 1878 aus.

### Als Reporter und Fachmann für Okkultismus
1874 erwachte Olcotts Interesse am Okkultismus erneut, als er in der Zeitschrift Banner of Light über die parapsychologischen Phänomene der Brüder Eddy (William und Horatio) las. Spontan entschloss er sich, der Sache auf den Grund zu gehen und begab sich im Auftrag der Zeitung New York Sun auf die Farm der Brüder, nahe dem kleinen Ort Chittenden bei Rutland in Vermont. Nach zehntägigem Aufenthalt war er von der Echtheit der gesehenen Phänomene überzeugt und veröffentlichte mehrere Artikel über die beobachtete Telekinese, Teleportation, Levitation, Geistheilung und ähnliche Dinge. Die öffentliche Meinung dazu war überwältigend und daraufhin reiste er im Auftrag der New York Daily Graphic erneut nach Chittenden, um diesmal sechs Wochen lang die Phänomene einer noch genaueren Untersuchung zu unterziehen. Auch diesmal kam er zum gleichen positiven Ergebnis und seine daraufhin erschienenen Berichte wurden in den gesamten USA und in Europa publiziert. 1875 veröffentlichte Olcott seine diesbezüglichen Erfahrungen im Werk People from the other world. Durch seine vielbeachteten Arbeiten über parapsychologische Phänomene, wurde er rasch als Kapazität auf diesem Gebiet anerkannt.
Olcott wurde von Bekannten in jener Zeit als ehrlich, praktisch und energisch beschrieben, selbst seine Feinde anerkannten ihn als aufrichtig und unbescholten.

### Als Theosoph

#### Die Anfänge

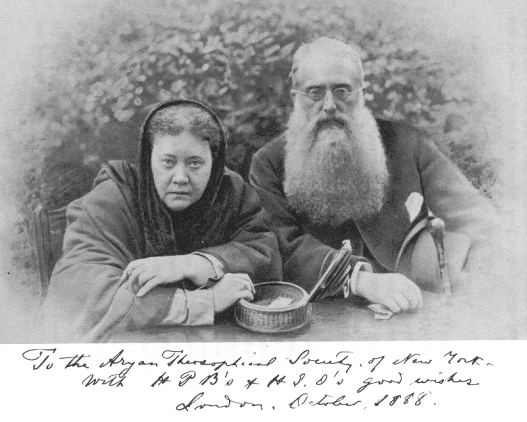
Helena Blavatsky und Henry Steel Olcott im Oktober 1888

Im Haus der Eddys bei Chittenden hatte sich so etwas wie ein spiritistischer Club gebildet. Am 10. Oktober 1874 traf Olcott dort Helena Blavatsky und diese Begegnung veränderte und prägte von nun an sein Leben bis zu seinem Tod. Olcott war vom Wesen Blavatskys sehr angetan und von ihren übersinnlichen Fähigkeiten geradezu fasziniert. Jedenfalls dokumentierte Olcott zahlreiche Phänomene, von automatischem Schreiben bis zum Verlassen verschlossener Räume, die Blavatsky unter seinen Augen ausgeführt haben soll. Ende des Jahres lernte er auch William Quan Judge kennen, dieser hatte einen Vorabdruck seines Buches People from the other world gelesen und im Anschluss daran Kontakt mit Blavatsky und ihm gesucht. Nach Olcotts eigenen Angaben brachte Blavatsky ihn auch in Kontakt mit sogenannten Meistern der Weisheit, zuerst mit John King (auch Kot Humi oder Koot Humi) und später mit Serapis Bey (auch Master Serapis). Diese "Meister" sollen sowohl ihm allein, als auch Blavatsky und Judge erschienen sein und Anweisungen bzw. Hinweise, sowohl mündlich als auch in Form von sogenannten "Meisterbriefen", gegeben haben. Diese Aussagen sind jedoch nicht nachprüfbar.

#### Gründung der TG
In New York gründete Olcott Anfang 1875 einen "Miracle Club" (= Wunderclub) mit dem Ziel, den Spiritismus zu erforschen, dies erwies sich jedoch nach kurzer Zeit als Fehlschlag. Am 8. September 1875 gründeten Olcott, Blavatsky, Judge u. a. die "Theosophical Society" (= TS = Theosophische Gesellschaft (TG)). In den folgenden Wochen arbeitete Olcott die Statuten der Organisation aus, am 17. November 1875 hielt er die Gründungsrede; dieses Datum wurde allgemein als Gründungstag der TG beibehalten. Auf Judges Vorschlag wurde Olcott zum ersten Präsidenten der TG gewählt. Anfänglich kam die TG nicht recht in Schwung und Olcott investierte sowohl Geld und vor allem viel Zeit in die Organisation und den Aufbau der Gesellschaft. Nebenbei unterstützte er Blavatsky bei ihrem Werk Isis entschleiert, beschäftigte sich mit Buddhismus, Hinduismus, Judentum, Zoroastrismus, der Hermetik, der Kabbala und arbeitete in seinem Beruf als Rechtsanwalt.

#### Schwierigkeiten in den USA
1876 begann ein geheimer Briefwechsel mit dem in Indien lehrenden Swami Dayananda Saraswati, dem Gründer der Hinduistischen Reformbewegung Arya Samaj. Olcott und Blavatsky stellten die TG und ihre Absichten vor, unter anderem bekannte sich Olcott in einem vom 18. Februar 1878 datierten Brief offen als „Feind der christlichen Religion“ und ersuchte den Swami um Erleuchtung und Ratschläge. Ebenso wurde eine Verbindung beider Gesellschaften ins Auge gefasst und in Form der Theosophical Society of the Arya Samaj auch realisiert. Als der Schriftverkehr mit dem Swami bekannt wurde, gab es eine Welle der Entrüstung inner- und außerhalb der TG. Ende 1878 verließen Olcott und Blavatsky angesichts der Kritik die USA um nach Indien zu reisen. Von US-Präsident Rutherford B. Hayes bekam Olcott ein Empfehlungsschreiben und dazu einen Diplomatenpass, verbunden mit dem Auftrag, die wirtschaftlichen Möglichkeiten in Asien zu erforschen und Handelsbeziehungen zu knüpfen.

#### Anfänge in Indien
Die Reise nach Indien führte Olcott und Blavatsky über England, wo sie sich im Januar 1879 aufhielten und eine englische TG gegründet wurde. Am 16. Februar 1879 in Bombay angekommen, wurden sie von einer Hindu-Menschenmenge enthusiastisch empfangen. Der Ruf, gegen die christliche Mission sowie westlichen Materialismus zu sein, und für die indischen Traditionen einzutreten, war ihnen vorausgeeilt. Auch Swami Saraswati begrüßte die beiden freundlich, er hegte die Erwartung, dass nun die Vereinigung beider Gesellschaften vollzogen würde, die Gespräche scheiterten jedoch. In Erledigung seines Auftrages von der US-Regierung, organisierte Olcott eine Ausstellung mit amerikanischen Produkten in Bombay. Damit wurde in erster Linie versucht, das englische Wirtschaftsmonopol in Indien zu unterlaufen. Das Hauptquartier der TG wurde, vorerst provisorisch, von New York nach Bombay verlegt, Olcott war weiterhin Präsident. Am 1. Oktober 1879 erschien die erste Ausgabe der Monatszeitschrift The Theosophist, die bis heute herausgegeben wird. Olcott verfasste in den folgenden Jahren zahlreiche Artikel für das Blatt. Die Ausgabe August 1932, immerhin mehr als 200 Seiten, wurde als Hommage zur Gänze Olcott gewidmet.

#### Übertritt zum Buddhismus
Von Mai bis Juli 1880 hielten sich Olcott und Blavatsky auf Ceylon auf. Bei ihrer Ankunft in Colombo wurden sie ebenso enthusiastisch empfangen, wie vor einem Jahr in Bombay, mit dem Unterschied, dass es diesmal Buddhisten waren, die sie willkommen hießen.
Hier nahmen beide am 25. Mai Zuflucht zu den 3 Juwelen und verpflichteten sich, die Fünf Silas zu befolgen, durch diese Zeremonie traten sie formell zum Buddhismus über. Ende Mai 1880 gründeten Olcott und Blavatsky die Theosophical Society of Ceylon, die größtenteils buddhistische Züge aufwies. Vor allem durch die Hinwendung Olcotts und Blavatskys zum Buddhismus nahm ab dieser Zeit die Lehre der TG buddhistische Züge an. Diese Ausrichtung blieb bis etwa 1894, als durch Annie Besants immer größeren Einfluss in der TG, eine Richtungsänderung hin zum Hinduismus erfolgte.

#### Expansion und erster Rückschlag
1882 wurde das Hauptquartier der TG nach Adyar, einer Vorstadt von Madras, verlegt, wo es sich heute (2006) noch befindet. In den folgenden Jahrzehnten war Olcott unermüdlich unterwegs und förderte die Verbreitung und Entwicklung der TG auf der ganzen Welt. Am 27. Juli 1884 war er bei der Gründung der deutschen Loge Germania in Elberfeld anwesend. Daneben besuchte Olcott auch Bayreuth, Dresden, Heidelberg, Bad Kreuznach, München und Stuttgart, dabei hielt er Vorträge und warb für die TG. Während dieses Aufenthaltes in Europa, schlug in Indien die Coulomb-Affäre Wellen, welche Blavatsky und die TG schwer in Mitleidenschaft zog. Bei der missglückten Verteidigung Blavatskys zeigte Olcott keine gute Figur und das Ganze weitete sich dadurch zu einem schweren und nachhaltigen Rückschlag der Expansionsbestrebungen aus. Bei einem weiteren Aufenthalt in Deutschland 1891 weilte er in Bremen, Hamburg, Kiel und Osnabrück und am 29. Juni 1894 war er bei der Gründung der Deutschen Theosophischen Gesellschaft in Berlin dabei. Am 16. Dezember 1886 eröffnete er die Adyar Library, die auf sein Betreiben entstanden war und heute mehr als 250.000 Bände und rund 20.000 Palmblattschriften enthält. Er gründete zahlreiche Schulen in Indien, darunter eigene Institute für die Dalits. 1888 arbeitete er in London eng mit Blavatsky, bei der Organisation der Esoterischen Sektion der TG, zusammen. Olcott stellte diese dann in einem Artikel der Oktober-1888-Ausgabe der Zeitschrift Lucifer vor. Ende 1889 ernannte Blavatsky Olcott zum Leiter der Esoterischen Sektion für Asien. Bis zum Tod Blavatskys, am 8. Mai 1891, war die TG, trotz den Rückschlägen durch die Coulomb-Affäre und dem darauf folgenden Hodgson Report auf fast 300 Zentren und Zweige, die in 5 nationale Sektionen unterteilt waren, angewachsen.

#### Zersplitterung

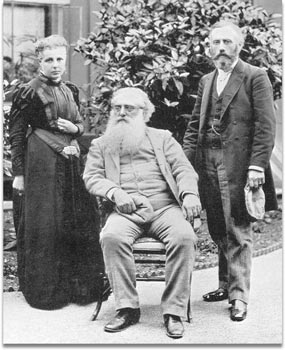
Annie Besant, Henry Steel Olcott und William Quan Judge in London

Durch den Tod Blavatskys und vermutlich auch als Folge seiner anstrengenden Reisen, verschlechterte sich der Gesundheitszustand Olcotts. Aus diesem Grund veröffentlichte er seine Absicht, als Präsident der TG zurückzutreten. Daraufhin schlugen die amerikanische und europäische Sektion der TG William Quan Judge als Nachfolger vor. Obwohl Olcott offiziell noch nicht zurückgetreten war, war die europäische Sektion irrtümlich der Ansicht, dass ebendies geschehen war und wählten Judge als neuen Präsidenten. Als Olcott davon erfuhr, widerrief er seine Rücktrittsabsicht und blieb weiterhin Präsident. Diese Verwirrungen führten zu gegenseitigem Misstrauen und Anschuldigungen, die das Klima in der TG vergifteten. Zusätzlich verschärft wurde die Situation durch Annie Besant, die mit ihrer hinduistischen Ausrichtung neue Spannungen in die TG brachte und nach und nach an Einfluss gewann. Am 28. April 1895 erklärte die amerikanische Sektion ihren Austritt aus der TG und wählte Judge zu ihrem Präsidenten. Nur 26 Logen der amerikanischen Sektion blieben bei Olcott, 75 Logen gingen mit Judge und begründeten die Theosophische Gesellschaft in Amerika. Dies war nur der Beginn einer Reihe weiterer Abspaltungen, die sich in den folgenden Jahrzehnten ereigneten und die zu einem schier unüberschaubaren Sammelsurium von Logen, Organisationen und Gesellschaften führte. Alle behaupteten jedoch, die "wahre" und "echte" Theosophie zu vertreten. Um eine eindeutige Benennung zu gewährleisten, bürgerte sich bald darauf die Bezeichnung "Adyar-TG" für die von Olcott geführte Organisation ein.

#### Nachfolgeregelung
Olcotts eigenen Angaben zufolge, stellte er am 5. Januar 1907 den „Meistern“ die Frage, wer sein Nachfolger als Präsident der Adyar-TG sein solle. Die Antwort war: Annie Besant – diese übernahm dann auch die Präsidentschaft.

### Als Buddhist

#### Erste Bekanntschaft
1875 lernten Olcott und Blavatsky das Buch Buddhism and Christianity kennen, eine Diskussion zwischen dem buddhistischen Priester Migettuwatte Gunananda, und dem Methodisten-Missionar David de Silva auf Sri Lanka. Beide zeigten sich von der Argumentation des Buddhisten tief beeindruckt und sahen zahlreiche Parallelen zu ihrer TG. Im nun folgenden Briefwechsel mit Sri Lanka, solidarisierten sich die beiden Theosophen mit den Buddhisten und bezogen Position gegen die christliche Mission. Dieser Schriftverkehr wurde später ins singhalesische übersetzt und fand weite Verbreitung sowie großen Anklang unter den Buddhisten. In Entsprechung der theosophischen Lehre, setzte sich Olcott intensiv mit verschiedenen Religionen auseinander, wobei ihm die buddhistischen Philosophien gegenüber anderen als herausragend klar und geistvoll erschienen. Konsequenterweise trat er dann auch 1880 zum Buddhismus über.

#### Exkurs: Die Situation in Asien
Mit Ankunft der ersten Europäer in den süd- und südostasiatischen Ländern Anfang des 16. Jahrhunderts, kamen auch deren Missionare, um, ihrem christlichen Selbstverständnis entsprechend, die „Heiden“ zu bekehren. Anfangs waren dies Vertreter der katholischen Kirche, nach einigen Kirchenspaltungen in Europa später auch die anderer Konfessionen z. B. Anglikaner. Durch den Bau von christlichen Schulen, in denen naturgemäß christliche Überzeugungen gelehrt wurden, beeinflussten die Missionare die Kinder der einheimischen Bevölkerung in ihrem Sinne. Dazu kam die militärische und wirtschaftliche Übermacht der Europäer. Aus diesen Gründen war unter anderen auch der Buddhismus im Niedergang begriffen. Vor allem seit dem 18. Jahrhundert wurden Tempel dem Verfall preisgegeben, das Selbstvertrauen schwand und Zweifel kamen auf. Die einheimische Oberschicht vertrat bereits in vermehrtem Ausmaß die Ansicht, eine Bekehrung zum westlichen System, einschließlich dessen religiöser Überzeugung, wäre die beste Wahl. Christliche Missionare glaubten vor dem Durchbruch zu stehen und erwarteten schon Massenbekehrungen – da kam es zu einem Umschwung. Mitte des 19. Jahrhunderts traten langsam einzelne Redner und Führer hervor, die für eine Wiederbelebung der traditionellen einheimischen Religionen eintraten und sich der Christianisierung entgegenstemmten – letztlich trugen diese den Sieg davon.

#### In Ceylon
Als Olcott und Blavatsky im Mai 1880 auf Ceylon ankamen, glich dies einer Sensation. Waren sie doch die ersten westlichen Personen, die gegen die christliche und für die buddhistische Religion eintraten. Als beide dann noch zum Buddhismus übertraten, war die psychologische Wirkung enorm und entfachte große Begeisterung im Land. Die Ende Mai 1880 ins Leben gerufene Theosophical Society of Ceylon vertrat dann auch nur am Rande die theosophischen Lehren und wies größtenteils buddhistische Züge auf. Von Olcott organisiert, fungierte sie bald als Speerspitze des wiedererstarkenden Buddhismus und diente als Sammelbecken der zerstreuten buddhistischen Aktivisten. Nach moderner Terminologie stellte Olcott dadurch eine organisatorische und logistische Plattform zur Verfügung, welche innerhalb weniger Jahre den am Boden liegenden Buddhismus zu einer schlagkräftigen und dynamischen Kraft erstarken ließ. Olcott kopierte die seit Jahrhunderten erfolgreichen christlichen Missionierungsmethoden und gründete Schulen, darunter das Dharmaraja College, Nalanda College, Visakha Vidyalaya und Ananda College, letztere hat heute (2006) rund 6000 Studenten und zählt zu den größten buddhistischen Hochschulen Asiens. Bis zum Jahre 1910 entstanden auf diese Art 445 theosophisch/buddhistische Schulen auf Ceylon (gegenüber 436 katholischen und 891 protestantischen Schulen im Land). Ebenso wurden Tempel erneuert, buddhistische Traditionen gefördert und über Spendenaufrufe finanzieller Spielraum geschaffen. Insgesamt besuchte Olcott mehr als 40-mal Ceylon und verbrachte in Summe über 2 Jahre dort mit der Förderung des Buddhismus.

#### In Birma
1885 besuchte Olcott erstmals Birma, wo er vom letzten König Thibaw Min empfangen wurde. In Rangun gründete er die Irrawady Theosophical Society, die ähnlich wie in Sri Lanka, eine stark buddhistische Prägung hatte. Insgesamt besucht er das Land 5-mal.

#### In Japan
1889 besuchte Olcott erstmals Japan. Als Gesandter der Buddhisten Sri Lankas, knüpfte er damit erste Kontakte zwischen südlichem und nördlichem Buddhismus. Seine zahlreichen Vorträge in mehr als 30 japanischen Städten, zum Teil vor Vertretern aller buddhistischen Richtungen im Land, hinterließen einen überaus positiven Eindruck, stärkten das Selbstbewusstsein der Buddhisten und führten zur Gründung mehrerer Verbände. Wichtigster Impuls war die Öffnung des japanischen Buddhismus, und in dessen Folge die Teilnahme an internationalen Treffen und später der Export von japanischen Ausprägungen wie z. B. Zen.

#### Erfolge

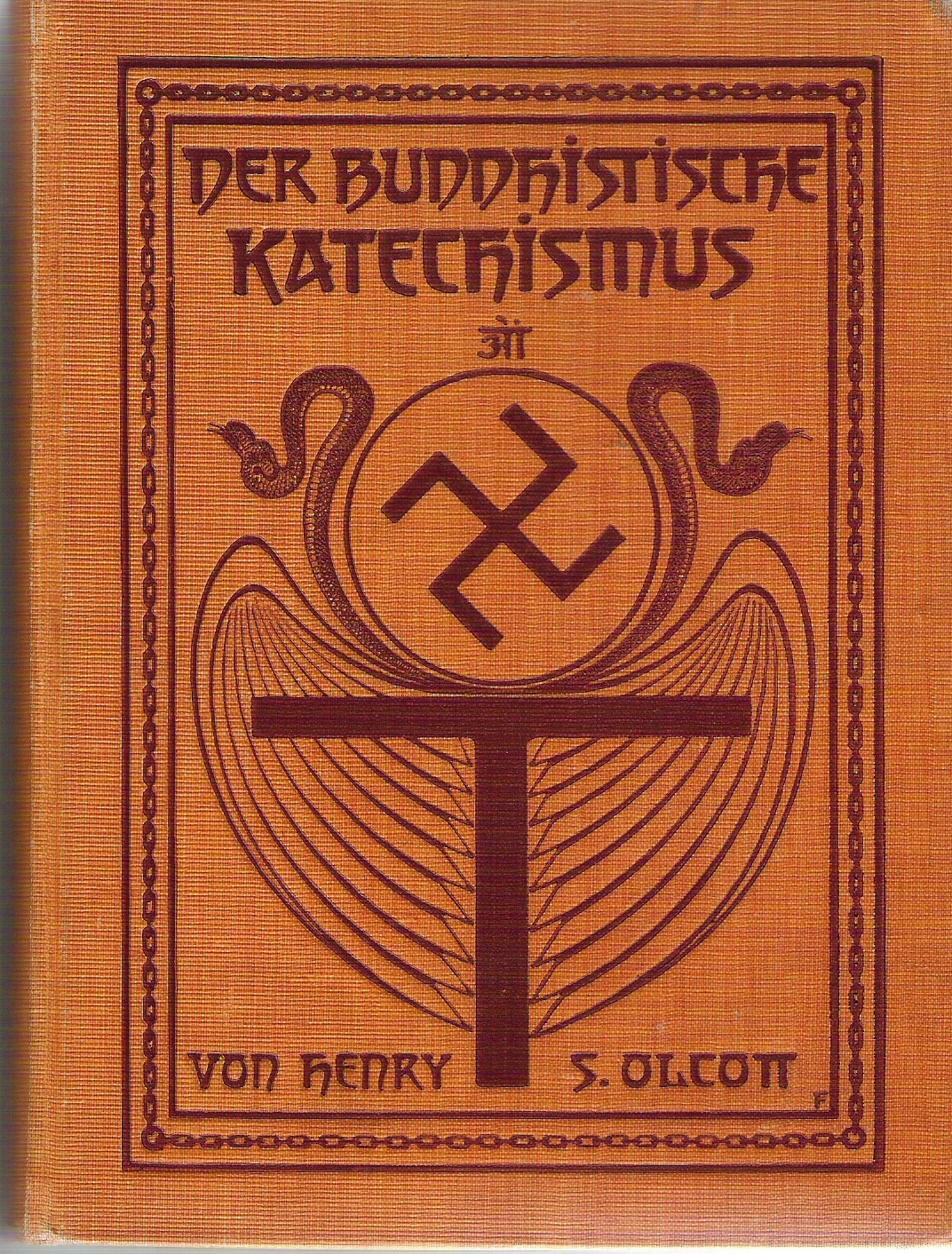
Der Buddhistische Katechismus

1876 organisierte Olcott die erste öffentliche Feuerbestattung in den USA. Am 24. Juli 1881 brachte er sein Werk Der buddhistische Katechismus heraus. Dieser löste weltweites Aufsehen aus, wurde in mehr als 20 Sprachen übersetzt und erlebte zum Teil über 40 Auflagen. Auch wenn das Buch später wegen einiger theosophischer Einfärbungen und Fehlern kritisiert wurde, war es einer der wichtigsten Impulse der buddhistischen Erneuerung und fand jahrelang als Lehrbuch an Schulen Verwendung. 1884 setzte Olcott bei Edward Henry Stanley, dem Leiter des Kolonialamtes in London, durch, dass die Verpflichtung zur christlichen Eheschließung abgeschafft wurde. Ebenso erreichte er die Anerkennung das Vesakh-Festes als offizieller Feiertag. 1885 entwarf er zusammen mit Bhikkhu Sumangala die Internationale Buddhistische Flagge, als Zeichen der Einheit des Buddhismus. 1890 gelang Olcott die Organisation einer gemeinsamen Konferenz von Buddhisten aus Birma, China, Japan, Indien und Sri Lanka in Adyar. 1891 versuchte er durch die Fundamental Buddhistic Beliefs (= Fundamentale buddhistische Glaubenssätze), einer Sammlung von 14 Thesen, eine gemeinsame Grundlage aller buddhistischen Richtungen zu schaffen.

## Tod und Nachruf
Auf einer Schiffsreise nach Europa, brach er sich Ende 1906 das Bein, diese Verletzung heilte nicht mehr. Obwohl er seit längerer Zeit an einer Herzerkrankung litt, gönnte er sich keine Ruhe, und um die Jahreswende 1906/1907 trat sein Herzleiden in ein akutes Stadium. Am 17. Februar 1907 um 7:17 Uhr starb Olcott in Adyar an Herzversagen. Auf seinen Wunsch hin wurde sein Leichnam verbrannt. Der Scheiterhaufen bestand aus Sandelholz und war mit der US- und der buddhistischen Fahne bedeckt.
Seine letzten Worte waren:

„An meine geliebten Brüder im physischen Körper: Lebt wohl Ihr alle. Im Gedenken an mich übertrage ich Euch die große Aufgabe, die Bruderschaft aller Religionen zu leben und zu verkünden.
An meine geliebten Brüder auf den höheren Ebenen: Grüße von mir, ich komme zu Euch und bitte um Eure Hilfe um allen Menschen einzuprägen, ‚keine Religion ist höher als die Wahrheit’, in der Bruderschaft der Religionen liegt der Friede und der Fortschritt der Menschheit.“

1967, aus Anlass des 60. Todestages Olcotts, wurde ihm vor dem Hauptbahnhof in Colombo ein Denkmal errichtet, dieses markiert auch das Ende der nach ihm benannten Straße. Im selben Jahr wurde auch eine ihm gewidmete Briefmarke herausgegeben.

## Heutige Bewertung und Kritik
Olcotts Wirken für die TG und den Buddhismus werden kontrovers diskutiert. Die eine Seite verehrt ihn, die andere Seite beschreibt gerade das Gegenteil, betreibt also wahre Verteufelung.
Olcotts unermüdlicher Einsatz, seine organisatorischen Fähigkeiten und nicht zuletzt auch seine finanzielle Potenz trugen wesentlich zum Überleben der TG in den ersten Jahren ihres Bestehens bei und ermöglichten die spätere Expansion über die ganze Welt. Dadurch wurden esoterisches Gedankengut und die östlichen Philosophien wesentlich schneller im Westen publik und populär. Der Buddhismus erfuhr, nach Ansicht seiner Befürworter, durch Olcotts Wirken den richtungsweisenden Schub, der schließlich zum Wiedererstarken dieser Bewegung und zur heutigen Missionierung des Buddhismus im Westen führte. In Sri Lanka kann, durch die Verquickung von Religion und Politik, sogar von einer wichtigen, wenn nicht entscheidenden Geburtshilfe Olcotts zur Unabhängigkeit des Landes gesprochen werden. In geringerem Umfang ist diese Aussage auch für den Hinduismus und Indien gültig.
Die Verbreitung dessen, was heute Esoterik genannt wird, mit allen Schattenseiten, von radikalen Sekten bis Ideologielieferanten des Nationalsozialismus, ist nur indirekt auf das Wirken Olcotts zurückzuführen. Sein Eintreten für die östlichen Religionen, in erster Linie den Buddhismus, kann laut Ansicht der Kritiker geradezu als verheerend für die christlichen Konfessionen angesehen werden. Hier ist nicht nur das Scheitern der christlichen Mission in Südasien, das hauptsächlich seinen Initiativen zuzuschreiben ist, sondern auch die Popularisierung und Normalisierung der Esoterik zu nennen. Diese steht mittlerweile in direkter Konkurrenz zu den traditionellen westlichen Kirchen und untergräbt schleichend deren Absolutheitsansprüche. Allerdings gebrauchten Theosophen das Wort „esoterisch“ in anderer Bedeutung, als es heute gebraucht wird; es bedeutete für sie längst nicht das heutige heterogene Sammelsurium aller möglichen Weltanschauungen. Weiterhin muss man unbedingt die Schattenseiten christlicher Missionierung, die politisch mit kolonialen Gräueln vonseiten der Portugiesen, Holländer und Briten einhergingen, berücksichtigen; so gesehen, war nach Ansicht anderer Beobachter wie etwa des amerikanischen Buddhismus-Historikers Rick Fields die Überwindung des christlichen Imperialismus und „christlicher“ religiöser Vorurteile geradezu zwangsläufig.

## Werke
- A Buddhist Catechism; Madras 1881 – Bischoff, Erich (Übers): Der buddhistische Katechismus; Reprint-Verlag, Leipzig, 1997; ISBN 3-8262-1507-9
- Human Spirits and Elementaries; 1875
- Old Diary Leaves, Inside the Occult, the true story of Madame H. P. Blavatsky; Running Press, Philadelphia 1975; ISBN 0-914294-31-8
- Outlines of the First Course of Yale Agricultural Lectures; C. M. Saxton, Barker & Co., New York 1860
- People from the Other World; American Publishing Co., Hartford 1875
- Sorgho and Imphee, the Chinese and African Sugar Canes; A. O. Moore, New York 1857
- The Golden Rules of Buddhism; 1887
- The Hindu Dwaita Catechism; 1886
- The kinship between Hinduism and Buddhism; The Maha-Bodhi society, Calcutta 1893
- The Life of the Budha and its Lessons; 1912
- The Poor Pariah; Addison & Co., Madras 1902
- Theosophy, Religion, and Occult Science; New York 1885
- How the Swans Came to the Lake; Rick Fields, Shambhala Publications, Boston 1992